# نادي ألكويانو
نادي ألكويانو هو نادي كرة قدم من مدينة ألكوي بإسبانيا. يلعب في الدرجة الثالثة. تأسس في عام 1929.

## وصلات خارجية
- موقع النادي الرسمي